# Дьявол
Дья́вол (устар. диавол, церк.-слав. дїа́волъ ← др.-греч. διάβολος — «клеветник») — религиозно-мифологический персонаж: верховный демон зла; властелин ада; подстрекатель людей к совершению греха, персонифицированное абсолютное зло. Типичной формой конкретного представления является змей или дракон, ящерица и другие гады. Другие формы воплощения — летучая мышь, пёс, свинья, козёл, обезьяна; причём им придаются некоторые человеческие черты.
В иудаизме и христианстве также известен как Сатана, Люцифер, Вельзевул, Мефистофель, Воланд; в исламе — Иблис. В славянской традиции младше дьявола — чёрт и ему подчиняются бесы; в английском и немецком языке бес — синоним дьявола, в исламе младшие дьяволы называются шайтаны.

## Этимология
Современное русское слово дьявол происходит от церковнославянского дїаволъ и, в свою очередь, представляет собою заимствование латинского diabolus. Латинский же термин произошёл от греческого διάβολος (diábolos, «клеветник»), от διαβάλλειν (diabállein, «клеветать»), от διά (diá, «поперёк, сквозь») и βάλλειν (bállein, «швырять»), что, вероятно, сродни санскритскому gurate («он поднимает»).

## В религии

### В иудаизме
В современном иудаизме понятие дьявола, то есть персонифицированного зла, отсутствует. Религиозные тексты не показывают связи между змеем, искусившим Еву в райском саду согласно Книге Бытия, и «сатаной», упоминаемым в Летописи и Книге Иова. Библейское слово ha-satan (השָׂטָן) означает «противник», — это имя нарицательное, означающее противных людей или обстоятельства, но также и служащего Богу ангела-обвинителя.
В хасидизме ha-satan соответствует Baal Davar.
В Книге Премудрости Соломона, относящейся ко второканоническим, дьявол называется одним из тех, кто принёс в мир смерть. Во Второй книге Еноха[уточнить] упоминается ангел Сатанаэль, князь ангелов-наблюдателей григори, которого изгнали с небес и который различает добро и зло. Сходный текст имеется в Первой книге Еноха, но князь ангелов в ней носит имя Семиаза[страница не указана 2171 день]. Мастема из Книги Юбилеев также часто отождествляется[кем?] с дьяволом.

### В христианстве
В христианстве дьявол наиболее известен под именем Сатаны.
Современные формы христианства рассматривают дьявола как ангела, восставшего против Бога. Ему приписывается ненависть к человечеству и вообще созданиям Божьим, противостояние Богу, распространение лжи и хаоса в людских душах. Другие христианские течения считают дьявола воплощением людских пороков и страстей.
В библейских текстах дьявола называют «драконом», «древним змием», Сатаной, «князем этого мира».
В Евангелии дьявол предлагает Иисусу: «Тебе дам власть над всеми сими царствами и славу их, ибо она предана мне, и я, кому хочу, даю её». Но Иисус отвергает все искушения.
В позднем Средневековье «Сатана» и «Люцифер» становятся равнозначными понятиями. Это произошло вследствие аллегорического объяснения стиха 14:12 у Исайи, которое под сравнением вавилонского царя с утренней звездой люцифером трактует сатану, хотя в новозаветных текстах Христос самого себя именует «утренней звездой», а Византийская церковная поэзия уподобляет деву Марию «звезде, являющей солнце». В христианской демонологии дьявол рассматривался не только как противник Бога, но и как исполнитель его наказаний (Палач Бога).

### В исламе
В исламе с дьяволом отождествляется Иблис — джинн, созданный Аллахом из огня, в отличие от ангелов, созданных из света. Когда Аллах потребовал от Иблиса пасть ниц перед Адамом, джинн ослушался и был изгнан с небес.
Иблис поклялся мстить людям, вселяя в них неверие. В суфизме рассматривается иная интерпретация поступка Иблиса, когда он не стал поклоняться Адаму: так Иблис продемонстрировал свою приверженность Аллаху, не поклоняясь никому иному даже вопреки требованию Аллаха. По этой концепции Иблис является воплощением совершенной любви к Богу и будет прощён после Судного дня. Однако в обоих интерпретациях Иблис искушает грешников с соизволения Единого Бога, что радикально отличает его от христианского Дьявола и зороастрийского Ангра-Манью, действующих по своей собственной злой воле.
В некоторых преданиях[какие?] говорится, что Иблиса звали Азазель, которого Книга Еноха (2:6,7) и Талмуд[страница не указана 2171 день] называют предводителем падших ангелов, изгнанных с небес за любовные связи с земными женщинами.
Младшие дьяволы и бесы в исламе называются шайтаны.

### В индуизме
Индуизм не выделяет отдельной злой сущности. Все божества могут творить зло, будучи одержимы «гуной невежества». Наиболее близким к понятию дьявола является демон Раху. Тем не менее, в одном из течений индуизма, айявари, существует олицетворение зла в виде бога Крони (англ. Kroni), с которым борется Вишну.

### В буддизме
В буддизме дьяволу соответствует демон-искуситель Мара.

### В зороастризме
В древнейших зороастрийских текстах понятие дьявола не встречается. Ахура Мазда, единственное верховное божество, создаёт «истину», законы бытия, а «ложь» появляется как их нарушение, а не действие некоего противника. Спента-Манью («Святой дух», «Благое мышление») и Ангра-Манью («Злой дух», «Злое мышление») одинаково являются созданиями Ахура-Мазды («Господа Премудрого»). Их различие заключается в том, что они, обладая свободой воли, по-разному относятся к Ахура Мазде и его творениям. «Дьявол» зороастризма Ангра-Манью использует эту свободу против Ахура Мазды (подобно дьяволу в христианстве), создавая в мире и сознании человека все разрушительные, лживые, вредные антиподы благих творений Ахура Мазды, например, ядовитых змей и экстремально холодные температуры.
В то же время Ахура Мазда не является равным противником Ангра Манью. Изначальный вселенский закон «Аша» не имеет противоположности, но может быть искажён по злой воле. «Друдж» — это антитеза «Аши», буквально: ложь, разрушение, деградация, насилие, грабёж.
В ходе дальнейшего развития в зороастризме эпохи Сасанидов и родственных ему религиозных и религиозно-философских учениях (зерванизм, манихейство, маздакизм) произошло наделение Ангра-Манью отдельным от Ахура-Мазды онтологическим статусом второго мирового начала наряду с Ахура-Маздой. В зерванизме и манихействе и Ахурамазда, и Анхра-Майнью произошли от одного безначально существовавшего верховного бога Зервана. Точнее говоря, в зерванизме добрый бог и злой дьявол оказались равно творениями безразличного и безначального Зервана, олицетворявшего бесконечное пространство-время. Как и в зороастризме, конечная победа всё равно должна быть на стороне доброго бога. Тем не менее, радикальный религиозный дуализм не смог утвердиться и отрицается в современном зороастризме.

### В религии «нового века»
Течения Нью-Эйдж, отталкиваясь от христианства, сохранили восприятие дьявола как олицетворения зла или, по крайней мере, символа людских пороков, но в целом отказались от этой концепции и отрицают существование дьявола.

## В мифологии

### В Древнем Риме
Среди большинства язычников Древнего Рима подобная концепция распространения не имела.
В неоязычестве встречаются визуальные образы, сходные с тем, как изображают дьявола в христианской традиции — в виде рогатого существа, однако отождествляют его с дьяволом сами христиане.

### В славянской мифологии
В пантеоне славянских богов злые силы представлены несколькими духами, единого бога зла нет. После прихода христианства у славян синонимом слова дьявол становится слово бес, которым с XI века на Руси христиане начали собирательно обзывать все языческие божества. Выделяется младший дьявол — чёрт, которому подчиняются бесы. Словом бес переводилось в Библии греч. δαίμον (демон), однако, в английской и немецкой Библии оно переводилось словом дьявол (англ. devil, нем. teufel), и является иноязычным синонимом беса поныне.

### В румыно-молдавской мифологии
В фольклоре Молдавии и Румынии, особенно сказках, песнях и дойнах, дьявол — «начальник чертячий» — нередко выступает под именем Скараоский (молд. и рум. Scaraoțchi). В южнославянских языках слово scara означало решётку для жарения (ср. совр. болг. скара — гриль).

## В сатанизме
Сатанизм и схожие религии рассматривают дьявола как верховного бога. При этом образ и мифология, как правило, заимствована из христианства. В Церкви Сатаны дьявол рассматривается как первичное состояние человечества, а существование сверхсуществ: и Бога, и дьявола — отрицается.

## Персоналии, прозванные Дьяволом
- Роберт Дьявол (ок. 1000 — ум. 1035) — герцог Нормандии (с 1027).
- Роберт-Дьявол — с XIII века легендарная личность, весьма популярная в средневековых преданиях: нормандский рыцарь, отличающийся чрезвычайной жестокостью, но искупающий затем свои грехи раскаянием и подвигами благочестия. Герой многих рыцарских романов, из которых первый появился под заглавием: «La vie du terrible Robert le Diable, lequel fut après l’homme de Dieu» (Лион, 1496), и вызвал множество подражаний и переводов. На этот сюжет написаны драма «Robert der Teufel» (с нем. — «Роберт Дьявол») Эрнста Раупаха и большая опера «Роберт-Дьявол» (1831) Джакомо Мейербера[39].
- Оливье Дьявол (1428—1484) — любимец французского короля Людовика XI, его цирюльник, сын крестьянина; король сделал его графом Меланским (1477)[40], а впоследствии губернатором Сен-Кантена; после смерти короля был повешен[41].
- Фра-Дьяволо (Брат-Дьявол; 1771—1806) — итальянский монах, затем разбойник и участник освободительного движения на юге Италии, направленного против французской оккупации.

## В науке
Название «дьявол» дано двум видам животных: тасманийскому сумчатому дьяволу (Sarcophilus harrisii), виду млекопитающих из отряда сумчатых, и скату манте, которого ещё называют морской дьявол. Кроме того, латинское diabolus — «дьявол» и diabolicus — «дьявольский» используются в научных названиях некоторых родов и видов животных и растений, например:
- Diabolocatantops — род прямокрылых насекомых из подотряда короткоусых;
- Diabloceratops — род рогатых динозавров позднего мелового периода;
- Diabloroter[англ.] — род амфибий-микрозавров каменноугольного периода;
- Boopedon diabolicum, Cardeniopsis diabolicus, Clerithes diabolicus, Eumacroxiphus diabolicus, Meridacris diabolica, Neduba diabolica, Ocnocerus diabolicus — семь видов прямокрылых насекомых;
- Idolomantis diabolica — вид богомолов;
- Sphex diabolicus — вид перепончатокрылых насекомых из семейства роющих ос;
- Coccophagus diabolicus — вид перепончатокрылых насекомых из группы наездников;
- Troglohyphantes diabolicus, Australomimetus diabolicus — два вида пауков;
- Cyprinodon diabolis — дьявольский карпозубик, вид лучепёрых рыб из отряда карпозубообразных;
- Batrachoseps diabolicus — вид хвостатых земноводных из семейства безлёгочных саламандр;
- Hypsiboas diabolicus — вид бесхвостых земноводных из семейства квакш;
- Eurostopodus diabolicus — вид птиц из отряда козодоев;
- Carpodacus rubicilla diabolicus — подвид большой чечевицы, певчей птицы из семейства вьюрковых;
- Telipogon diabolicus — вид орхидей.